# 放射線影響研究所
公益財団法人放射線影響研究所（ほうしゃせんえいきょうけんきゅうしょ、英: Radiation Effects Research Foundation、略称：放影研またはRERF）は、放射線被曝の影響を調べる研究機関で、日本の広島市と長崎市に施設が所在する。太平洋戦争末期の、アメリカ軍による広島市と長崎市への原子爆弾投下を対象とした原爆傷害調査委員会（ABCC）が前身で、日本国政府とアメリカ合衆国政府が共同で運営している。日本国政府では外務省と厚生労働省健康局所管の公益財団法人である。

## 概要
1975年4月1日、原爆傷害調査委員会（ABCC） と厚生省国立予防衛生研究所（予研）原子爆弾影響研究所を再編し、日米共同出資運営方式の財団法人放射線影響研究所として発足した。国際放射線防護委員会や国連科学委員会に研究成果が提出されている。
以前は厚生労働省と外務省所管の財団法人であったが、公益法人制度改革に伴い公益財団法人へ移行した。
放射線影響研究所が外部被曝研究のデータのみで、福島第一原子力発電所事故（2011年～）による内部被曝の不安に応えられなかったこと、放射線影響研究所の新たな方針として過去の業績と蓄積した資料を使い、原爆に限らず一般の放射線の慢性影響に関する世界の研究教育センターを目指して『放射線影響研究所将来構想2012』を出した。
将来構想では内部被曝を含めた低線量被曝のリスク解明し、現在日米共同機関を将来の課題として国際的組織にして、被爆者情報のデータベース化して国内外の研究者に開放し、共同研究で放射線影響研究所に少ない内部被曝のデータ収集をして、福島県民の不安に応えられるようにしていくとしている。

## 研究所
- 広島研究所・事務局（広島県広島市南区比治山公園5番2号）
- 長崎研究所（長崎県長崎市中川一丁目8番6号）

2023年1月18日の臨時理事会で、広島研究所と事務局を広島大学霞キャンパス（広島県広島市南区霞1丁目2番3号）へ移転することを決定した。広島大学は同1月26日の役員会で、霞キャンパス受け入れを承認した。2025年度中に新築移転する予定である。また、現在の広島研究所はDOCOMOMO JAPAN選定 日本におけるモダン・ムーブメントの建築に選定されている。

## 役員
- 理事長：神谷研二 -広島大学名誉教授。前広島大学副学長。元広島大学原爆放射線医科学研究所教授、所長。広島大学医学部卒。

## 発行物
- 『放影研ニューズレター』